# WCCW Parade of Champions
Parade of Champions è un evento speciale di wrestling della World Class Championship Wrestling di Fritz Von Erich, svoltosi nel 1961, 1963, 1972, 1974, 1976 e a cadenza annuale a partire dal 1984 al 1988. Le prime edizioni furono organizzate dalla Southern Sports (compagnia precorritrice della WCCW) e dalla Big Time Wrestling (la precedente denominazione della WCCW). Von Erich utilizzò l'edizione del 1984 come modo per onorare la memoria del figlio David (morto nel febbraio 1984), e tutte le successive edizioni di Parade of Champions furono ribattezzate "Von Erich Memorial" Parade of Champions. Nell'edizione più celebre dell'evento, quella del 1984, di fronte al pubblico più numeroso che avesse mai assistito ad un evento di wrestling negli Stati Uniti fino a quel momento, Kerry Von Erich sconfisse Ric Flair vincendo l'NWA World Heavyweight Championship. La Southwest Sports divenne la Big Time Wrestling, poi World Class Championship Wrestling ed infine World Class Wrestling Association.

## Edizioni

### 1961
| N. | Risultati                                                                | Stipulazione                                                                 | Durata |
| -- | ------------------------------------------------------------------------ | ---------------------------------------------------------------------------- | ------ |
| 1  | "Wild" Bull Curry (c) sconfisse Tosh Togo                                | Single match per l'NWA Texas Brass Knuckles Championship                     |        |
| 2  | Hogan Wharton & Pepper Gomez (c) sconfissero Jet Monroe & Sputnik Monroe | Tag team match                                                               |        |
| 3  | Don Manoukian (c) sconfisse Alex Perez                                   | Single match per l'NWA Texas Heavyweight Championship                        |        |
| 4  | Danny Hodge (c) sconfisse 2-0 Jerry Kozak                                | Two-out-of-three falls match per l'NWA World Junior Heavyweight Championship |        |
| 5  | Pat O'Connor (c) vs. Dory Dixon terminò in parità                        | Two-out-of-three falls match per l'NWA World Heavyweight Championship        | 90:00  |

### 1963
| N. | Risultati                                                                           | Stipulazione                                                          | Durata |
| -- | ----------------------------------------------------------------------------------- | --------------------------------------------------------------------- | ------ |
| 1  | Dolly Darcel sconfisse Baby Cheryl                                                  | Single match                                                          |        |
| 2  | Rock Hunter vs. Tarzan Tyler terminò in parità                                      | Single match                                                          |        |
| 3  | Bill Dromo sconfisse Rip Hawk (c) per squalifica                                    | Single match per l'NWA Texas Heavyweight Championship                 |        |
| 4  | "Wild" Bull Curry & Relampago Cubano sconfissero Ivan the Terrible & Tony Borne (c) | Tag team match per l'NWA World Tag Team Championship                  |        |
| 5  | Lou Thesz (c) vs. Ray Gunkel terminò in doppio count-out                            | Two-out-of-three falls match per l'NWA World Heavyweight Championship |        |

| N. | Risultati                                                                                                | Stipulazione                                                          | Durata |
| -- | --- | --------------------------------------------------------------------- | ------ |
| 1  | Johnny Weaver sconfisse Tony Borne                                                                       | Single match                                                          |        |
| 2  | Chuck Conley sconfisse Black Bart                                                                        | Single match                                                          |        |
| 3  | Penny Banner (c) sconfisse Madame X                                                                      | Single match per l'NWA Texas Women's Championship                     |        |
| 4  | Bill Watts (c) sconfisse Mark Lewin                                                                      | Single match per l'NWA Texas Heavyweight Championship                 |        |
| 5  | The Kozak Brothers (Jerry Kozak & Nick Kozak) (c) sconfissero Jack Donovan & Louie Tillet per squalifica | Tag team match per l'NWA World Tag Team Championship                  |        |
| 6  | Lou Thesz (c) sconfisse Dory Dixon                                                                       | Two-out-of-three falls match per l'NWA World Heavyweight Championship | 02:01  |

### 1972
| N. | Risultati                                                                   | Stipulazione                                             | Durata |
| -- | --------------------------------------------------------------------------- | -------------------------------------------------------- | ------ |
| 1  | El Santo & Jose Lothario sconfissero Terry Funk & Mr. Fuji                  | Tag team match                                           |        |
| 2  | George Scott vs. Tommy Seigler terminò in parità per limiti di tempo        | Single match                                             |        |
| 3  | Lord Littlebrook (c) sconfisse Cowboy Lang                                  | Single match per l'NWA World Midget Championship         |        |
| 4  | Mil Máscaras sconfisse The Alaskan                                          | Single match                                             |        |
| 5  | Bearcat Wright vincitore                                                    | 7-man Roulette match                                     |        |
| 6  | Billy Red Lyons sconfisse The Spoiler (c)                                   | Single match per l'NWA American Heavyweight Championship |        |
| 7  | Stan Stasiak sconfisse Red Bastien (c)                                      | Single match per l'NWA Texas Heavyweight Championship    |        |
| 8  | Dory Funk Jr. (c) vs. Fritz Von Erich terminò in parità per limiti di tempo | Single match per l'NWA World Heavyweight Championship    |        |

### 1974
| N. | Risultati                                                   | Stipulazione                                             | Durata |
| -- | ----------------------------------------------------------- | -------------------------------------------------------- | ------ |
| 1  | Bob Orton Jr. sconfisse Jerry Oates                         | Single match                                             |        |
| 2  | Bull Ramos & Roger Kirby sconfissero Bob Roop & Doug Somers | Tag team match                                           |        |
| 3  | Black Angus sconfisse Blackjack Lanza                       | Single match                                             |        |
| 4  | Ivan Putski vs. The Great Mephisto terminò in parità        | Single match                                             |        |
| 5  | The Texan sconfisse Fritz Von Erich (c)                     | Single match per l'NWA American Heavyweight Championship |        |
| 6  | Jack Brisco (c) sconfisse Clay Spencer                      | Single match per l'NWA World Heavyweight Championship    |        |

| N. | Risultati                                                                   | Stipulazione                                          | Durata |
| -- | --------------------------------------------------------------------------- | ----------------------------------------------------- | ------ |
| 1  | Bob Roop vs. Bull Ramos terminò in parità                                   | Single match                                          |        |
| 2  | Roger Kirby sconfisse The Great Mephisto (c) per squalifica                 | Single match                                          |        |
| 3  | Blackjack Lanza & The Texan sconfissero Black Angus & Ivan Putski           | Tag team match                                        |        |
| 4  | Nick Bockwinkel & Ray Stevens (c) sconfissero Bob Orton Jr. & Jose Lothario | Tag team match per l'AWA World Tag Team Championship  |        |
| 5  | Jack Brisco (c) vs. Dory Funk Jr. terminò in parità                         | Single match per l'NWA World Heavyweight Championship |        |

### 1976
| N. | Risultati                                                         | Stipulazione                                          | Durata |
| -- | ----------------------------------------------------------------- | ----------------------------------------------------- | ------ |
| 1  | Peter Maivia sconfisse Don Fargo                                  | Single match                                          |        |
| 2  | Red Bastien vs. Rick Martel terminò in parità                     | Single match                                          |        |
| 3  | Rocky Johnson sconfisse Larry Sharpe                              | Single match                                          |        |
| 4  | André the Giant sconfisse J.J. Dillon & The Mongolian Stomper     | Handicap match                                        |        |
| 5  | Diamond Lil sconfisse Darling Degmar                              | Single match                                          |        |
| 6  | El Santo & Jose Lothario sconfissero Paul Perschmann & Tim Brooks | Tag team match                                        |        |
| 7  | Terry Funk (c) vs. Fritz Von Erich terminò in doppio count-out    | Single match per l'NWA World Heavyweight Championship |        |

### 1984
Nel main event dello show Kerry Von Erich affrontò il campione NWA World Heavyweight Ric Flair, sostituendo il fratello David nel match per il titolo. In un incontro molto emozionante Von Erich sconfisse Flair vincendo la cintura in onore di suo fratello. Prima di salire sul ring Kerry indossava una giacca blu, che aveva la scritta "In Memory of David" sul retro, mai più indossata dopo aver perso il titolo. Flair, infatti, riconquistò la cintura NWA da Kerry soltanto 18 giorni dopo durante un show della All Japan Pro Wrestling a Yokosuka, il 24 maggio 1984.
| N. | Risultati | Stipulazione                                                   | Durata |
| -- | --- | -------------------------------------------------------------- | ------ |
| 1  | Kelly Kiniski vs. Johnny Mantell terminò in parità per limite di tempo                                                            | Single match                                                   | 15:00  |
| 2  | Chris Adams & Sunshine sconfissero Jimmy Garvin & Precious                                                                        | Mixed tag team match                                           | 06:00  |
| 3  | Butch Reed sconfisse Chick Donovan                                                                                                | Single match                                                   | 04:23  |
| 4  | Kamala (con Skandor Akbar e Friday) vs. The Great Kabuki (con Gary Hart) terminò in doppia squalifica                             | Single match                                                   | 12:00  |
| 5  | Junkyard Dog sconfisse The Missing Link per squalifica                                                                            | Single match                                                   |        |
| 6  | Rock & Soul (Buck Zumhofe & Iceman King Parsons) sconfissero The Super Destroyers (Bill Irwin & Scott Irwin) (c)                  | Tag team match per l'NWA American Tag Team Championship        |        |
| 7  | Fritz Von Erich, Kevin Von Erich & Mike Von Erich sconfissero Fabulous Freebirds (Buddy Roberts, Michael Hayes & Terry Gordy) (c) | Six-man tag team per l'NWA World Six-Man Tag Team Championship |        |
| 8  | Kerry Von Erich sconfisse Ric Flair (c)                                                                                           | Single match per l'NWA World Heavyweight Championship          | 11:24  |

### 1985
Il main event di questa edizione dell'evento fu contraddistinto dalla particolare stipulazione: Come conseguenza della vittoria di Kerry Von Erich nei confronti di One Man Gang, il suo manager Gary Hart fu rapato a zero. Se a vincere fosse stato One Man Gang invece, Fritz, il padre di Kerry, avrebbe dovuto uscire dal ritiro ed affrontare sul ring One Man Gang uno contro uno. 
| N. | Risultati | Stipulazione                                                     | Durata |
| -- | --- | ---------------------------------------------------------------- | ------ |
| 1  | Johnny Mantell vs. Skip Young terminò in parità per limite di tempo | Single match                                                     |        |
| 2  | Scott Casey & Brian Adias sconfissero Kelly & Nick Kiniski | Tag team match                                                   |        |
| 3  | Terry Gordy sconfisse Kamala the Ugandan Giant | Single match                                                     | 04:23  |
| 4  | Mike Von Erich sconfisse Rip Oliver | Single match                                                     |        |
| 5  | Gino Hernandez & Chris Adams sconfissero The Great Kabuki & Scott Casey | Tag team match                                                   |        |
| 6  | The Fantastics (Bobby Fulton & Tommy Rogers) sconfissero The Midnight Express (Bobby Eaton & Dennis Condrey) (con Jim Cornette) | Tag team match per il vacante NWA American Tag Team Championship |        |
| 7  | The Von Erichs (Kerry Von Erich, Kevin Von Erich & Mike Von Erich) e Fabulous Freebirds (Michael Hayes, Terry Gordy & Buddy Roberts) sconfissero Chris Adams, Gino Hernandez, Rip Oliver, One Man Gang, Kamala & "Dr. Death" Steve Williams (con Skandor Akbar e Gary Hart) | 12-man two-ring tag team match                                   |        |
| 8  | Ric Flair (c) vs. Kevin Von Erich terminò in doppio count-out | Single match per l'NWA World Heavyweight Championship            | 11:24  |
| 9  | Kerry Von Erich (con Fritz Von Erich) sconfisse One Man Gang (con Gary Hart) | Hair vs. One Man Gang facing Fritz Von Erich match               |        |

### 1986
Nel corso dello show The Great Kabuki dovette affrontare quattro wrestler nel suo handicap match, uno alla volta. Vinse i primi due match ma fu poi sconfitto dal terzo avversario. Il quarto wrestler che avrebbe dovuto affrontare sarebbe stato Chris Adams.
| N. | Risultati | Stipulazione                                                                 | Durata |
| -- | --- | ---------------------------------------------------------------------------- | ------ |
| 1  | Sunshine sconfisse Missy Hyatt                                                                                                   | Mud match                                                                    |        |
| 2  | The Missing Link & King Parsons sconfissero One Man Gang & Skandor Akbar                                                         | Tag team match                                                               |        |
| 3  | The Great Kabuki sconfisse Mark Youngblood                                                                                       | Single match: Gauntlet Match n. 1                                            |        |
| 4  | The Great Kabuki sconfisse Jerry Allen                                                                                           | Single match: Gauntlet Match n. 2                                            |        |
| 5  | Steve Simpson sconfisse The Great Kabuki                                                                                         | Single match: Gauntlet Match n. 3                                            |        |
| 6  | Brian Adias (c) sconfisse Steve Regal                                                                                            | Single match per il WCWA Texas Heavyweight Championship                      | 13:00  |
| 7  | Chris Adams & Brickhouse Brown sconfissero John Tatum & The Grappler                                                             | Tag team match                                                               | 12:00  |
| 8  | Bruiser Brody sconfisse Terry Gordy                                                                                              | Barbed wire match                                                            |        |
| 9  | Rick Rude (c) (con Percy Pringle III) sconfisse Bruiser Brody per squalifica                                                     | Single match per il WCWA World Heavyweight Championship                      | 07:30  |
| 10 | Steve Simpson, Kerry Von Erich & Lance Von Erich sconfissero Fabulous Freebirds (Michael Hayes, Terry Gordy & Buddy Roberts) (c) | Lumberjack elimination match per il WCWA World Six-Man Tag Team Championship |        |

### 1987
Questa edizione dell'evento vinse il premio come "Most Disgusting Promotional Tactic" del 1987, assegnato da Wrestling Observer Newsletter; lo sfruttamento del nome di Mike Von Erich per sponsorizzare l'evento (il suo suicidio era avvenuto meno di un mese prima) e l'inclusione tra i match di stipulazioni come scaffold match e lotta femminile nel fango furono giudicati di cattivo gusto.
| N. | Risultati | Stipulazione                                            | Durata |
| -- | --- | ------------------------------------------------------- | ------ |
| 1  | Matt Borne & Scott Casey sconfissero Black Bart & Jack Victory                                                                      | Tag team match                                          |        |
| 2  | Steve Doll sconfisse Killer Tim Brooks                                                                                              | Single match                                            |        |
| 3  | Cousin Junior sconfisse The Grappler                                                                                                | Single match                                            |        |
| 4  | Red River Jack & Spike Huber sconfissero Abdullah the Butcher & Eli the Eliminator                                                  | Tag team match                                          |        |
| 5  | Red River Jack sconfisse Gary Hart per conteggio fuori dal ring                                                                     | Single match                                            |        |
| 6  | Mil Máscaras sconfisse Al Madril | Single match                                            |        |
| 7  | Skip Young sconfisse Brian Adias | Lumberjack match                                        |        |
| 8  | Kevin Von Erich (c) vs. Nord the Barbarian terminò in doppio countout                                                               | Single match per il WCWA World Heavyweight Championship |        |
| 9  | The Fantastics (Bobby Fulton & Tommy Rogers) e Steve Simpson sconfissero Rock 'n' Roll RPMs (Mike Davis & Tommy Lane) ed Eric Embry | Six-man Scaffold match                                  |        |
| 10 | Bruiser Brody sconfisse Jeep Swenson                                                                                                | Single match                                            |        |
| 11 | Candi Divine sconfisse cinque altre wrestler                                                                                        | Six-woman Mud Pit Match                                 |        |

### 1988
Questa fu l'ultima edizione di Parade of Champions promossa sotto questo nome dalla famiglia Von Erich.
| N. | Risultati | Stipulazione                                                  | Durata |
| -- | --- | ------------------------------------------------------------- | ------ |
| 1  | The Missing Link & Jason Sterling sconfissero Vince Apollo & The Angel of Death                                                                                                | Tag team match                                                |        |
| 2  | Mike George (c) sconfisse Jeff Raitz | Single match per il WWA World Heavyweight Championship        |        |
| 3  | Steve Casey sconfisse Eric Embry | Single match                                                  | 0:19   |
| 4  | Black Bart sconfisse Bill Irwin per squalifica | Single match                                                  |        |
| 5  | Terry Gordy sconfisse Michael Hayes | "Triple Dome of Terror" Match                                 |        |
| 6  | Terry Taylor (c) sconfisse Chris Adams | Single match per il WCWA Texas Heavyweight Championship       |        |
| 7  | Jason Sterling, Steve Casey & John Tatum sconfissero Angel of Death, Terry Gordy, Michael Hayes, King Parsons, Buddy Roberts, Jack Victory, Shaun Simpson e sei altri wrestler | "Triple Dome Texas Roundup" Match                             |        |
| 8  | Bruiser Brody & Kevin Von Erich sconfissero Buddy Roberts e Masked Man | Tag team match                                                |        |
| 9  | John Tatum & Jack Victory sconfissero Terry Gordy & Steve Simpson per count-out                                                                                                | Tag team match per il vacante Wild West Tag Team Championship |        |
| 10 | Kerry Von Erich sconfisse Iceman Parsons (c) | Single match per il WCWA World Heavyweight Championship       |        |